# Hennyey Aranka
Hennyey Aranka (1900–1987) magyar olimpikon, tornász. Hennyey Vilmos lánya, Hornung Andor felesége.

## Pályafutása
A Budapesti Budai Torna Egylet (BBTE) sportolójaként vett részt tornászversenyeken.

### Olimpiai játékok
Ezen az olimpián szerepelt először a női torna. Az 1928. évi nyári olimpiai játékokon torna, összetett csapat sportágban, csapattársaival (Hámos Mária, Hennyey Aranka, Herpich Rudolfné, Kael Anna, Kövessy Margit, Pályi Margit, Rudas Irén, Szeiler Aranka (Nándorné), Szöllősi Ilona, Tóth Judit) a 4. helyen végzett.
Női tornászcsapatunk az első nap után vezetett, a másodikon azonban a pontozók tevékenységének eredményeként a negyedik helyre esett vissza. A Magyarországi Tornaegyletek Szövetsége (MOTESZ) igazgató tanácsa 1932 novemberében a tornászcsapat tagjainak a pontozás miatti sérelem elégtételeként a MOTESZ nagy bronzérmét adományozta, zománcozott öt karikával, „Emlékül és elégtételül – 1928” bevésett felirattal.